# Volby do Zastupitelstva Olomouckého kraje 2024
Volby do Zastupitelstva Olomouckého kraje v roce 2024 se konaly v pátek 20. září a v sobotu 21. září 2024 jako součást celostátních krajských voleb v roce 2024.

## Pozadí
Ve volbách v roce 2020 zvítězilo hnutí ANO 2011 s 27,01 % hlasů. Do zastupitelstva se dostaly další čtyři subjekty. Po volbách se na krajské koalici dohodli zástupci koalice „PIRÁTI A STAROSTOVÉ“, koalice „Spojenci pro Olomoucký kraj“ (tj. KDU-ČSL, TOP 09, ProOl a Zelení) a ODS. Hejtmanem byl zvolen Josef Suchánek z hnutí STAN.
| Subjekt      | Subjekt      | % (2020)     | Mandáty      |
| Koalice (32) | Koalice (32) | Koalice (32) | Koalice (32) |
| ------------ | ------------ | ------------ | ------------ |
|              | Piráti       | 19,51        | 8/55         |
|              | STAN         | 19,51        | 5/55         |
|              | KDU-ČSL      | 18,43        | 5/55         |
|              | TOP 09       | 18,43        | 2/55         |
|              | ProOL        | 18,43        | 2/55         |
|              | Zelení       | 18,43        | 2/55         |
|              | ODS          | 10,36        | 7/55         |
| Opozice (23) |              |              |              |
|              | ANO          | 27,01        | 18/55        |
|              | SPD          | 7,85         | 5/55         |

## Kandidující subjekty
| Číslo | Subjekt | Subjekt                                                                                  | Typ              | Fotografie | Lídr              | Poznámky |
| ----- | ------- | ---------------------------------------------------------------------------------------- | ---------------- | ---------- | ----------------- | --- |
| 10    |         | SPD, Trikolora, PRO a Svobodní                                                           | koalice          |            | Radim Fiala       | poslanec, krajský zastupitel                                                                                      |
| 15    |         | DSZ – ZA PRÁVA ZVÍŘAT                                                                    | politická strana |            | Larisa Zankerová  | vedoucí a kynolog psího domova Pod křídly anděla, předsedkyně spolku Zastavme utrpení, ochránce práv zvířat       |
| 16    |         | PŘÍSAHA občanské hnutí                                                                   | politické hnutí  |            | Antonín Staněk    | vysokoškolský učitel, bývalý primátor Olomouce                                                                    |
| 17    |         | Hlas pro náš kraj, SOCDEM, SproK                                                         | koalice          |            | Pavel Šaradín     | vysokoškolský učitel                                                                                              |
| 29    |         | Koruna Česká (monarchistická strana Čech, Moravy a Slezska)                              | politická strana |            | Pavel Makový      | majitel pohřební služby                                                                                           |
| 39    |         | ANO 2011                                                                                 | politické hnutí  |            | Ladislav Okleštěk | poslanec PSP ČR                                                                                                   |
| 48    |         | STAČILO!                                                                                 | koalice          |            | Vladimír Urbánek  | fyzioterapeut |
| 51    |         | SDRUŽENÍ PRO REPUBLIKU – REPUBLIKÁNSKÁ STRANA ČECH, MORAVY A SLEZSKA                     | politická strana |            | Pavel Mužný       | předseda SPR-RSČMS, informační technik                                                                            |
| 52    |         | STAROSTOVÉ PRO OLOMOUCKÝ KRAJ                                                            | koalice          |            | Josef Suchánek    | hejtman Olomouckého kraje, manažer, uvolněný ředitel Správy kolejí a menz Univerzity Palackého v Olomouci, včelař |
| 58    |         | Piráti s podporou ProOlomouc, Společně pro Přerov, Naše Litovelsko a osobností z regionu | koalice          |            | Martin Šmída      | krajský radní pro životní prostředí, odpady a zemědělství, kompostář, divadelník a hudebník                       |
| 60    |         | Moravané                                                                                 | politická strana |            | Ctirad Musil      | lékař |
| 63    |         | Spojenci24 s vámi                                                                        | koalice          |            | Ivo Slavotínek    | 1. náměstek hejtmana pro sociální věci a seniory, spolupořadatel festivalu Hanácké Woodstock                      |
| 85    |         | Občanská demokratická strana                                                             | politická strana |            | Dalibor Horák     | náměstek hejtmana Olomouckého kraje, emeritní starosta města Uničov                                               |